# Шевчук Анатолій Олександрович
Шевчук Анатолій (* 6 лютого 1937, Житомир — 12 серпня 2015, Житомир) — український письменник-шістдесятник, новеліст, майстер психологічної прози.

## Біографія
Анатолій Шевчук народився 6 лютого 1937 року в Житомирі в сім'ї житомирського шевця Олександра Шевчука. Молодший брат Анатолія Шевчука — відомий український прозаїк і літературознавець Валерій Шевчук.
Після закінчення середньої школи навчався в технічному училищі за фахом будівельного майстра, але працювати за фахом не міг через хворобу — порок серця. Через неї був комісований з армії. Влаштувався на роботу в Житомирську обласну друкарню де працював лінотипістом.

З 1960 Анатолій Шевчук публікував у республіканській та обласній пресі новели і оповідання. 1962 його творчість обговорювалася в комісії роботи з молодими авторами Спілки письменників України. Підготував для видавництва «Радянський письменник» збірку новел. Євген Сверстюк так відгукувався про творчість Анатолія Шевчука в журналі «Зміна» № 12 за 1962: 
|  | Особливо приємно відзначити, що твори Шевчука виділяються серед творів багатьох професіоналів культурою форми, психологічічною витонченістю і чистотою естетичного звучання. |

1964 Анатолій Шевчук домовився зі львівським мистецтвознавцем Богданом Горинем про друкування самвидаву. Працюючи в друкарні, Шевчук потай виготовляв лінотипний набір текстів, які Горинь відвозив до Львова. А друкувався текст у майстерні одного львівського художника-графіка. 1965 Богдан ГОРИНЬ був заарештований, але набір у Львові не знайшли. Анатолій Шевчук залишився поза підозрою. Однак набір статті «З приводу процесу над Погружальським» (про процес щодо підпалу Публічної бібліотеки в Києві) Шевчук закопав на березі річки Тетерів. На нього випадково натрапили підлітки і віднесли в КДБ. 23 травня 1966 Анатолій Шевчук був заарештований. На слідстві він сказав, що машинопис статті знайшов у бібліотечній книжці, а набрав текст, щоб зробити брошуру, оскільки як книголюб колекціонує всілякі матеріали про бібліотеки. Цієї «легенди» Шевчук дотримувався до кінця. А коли стали виявляти його зв'язки зі Львовом — перестав відповідати на запитання. У зв'язку з арештом була знята з плану в видавництві «Радянський Письменник» збірка новел Анатолія Шевчука.
У жовтні 1966 засуджений за ч. 1 ст. 62 КК УРСР до 5 р. ув'язнення. Відбував покарання в таборах суворого режиму Дубровлагу (Мордовія). У таборах входив до націоналістичного українського товариства, яке складалося з повстанців молодих дисидентів. Передавав листи з описом життя в таборі, про постійні приниження і знущання над в'язнями. Один такий лист із табору № 17, а також троє оповідань і уривки з листів братові, В'ячеслав Чорновіл вмістив до у збірнику «Лихо з розуму» (1967). Неодноразово потрапляв до штрафного ізолятора (ШІЗО).
Після звільнення в 1971 Анатолій Шевчук півроку перебував під офіційним наглядом як такий, що «не став на шлях виправлення». Фактично нагляд тривав аж до проголошення незалежності.
Помер 12 серпня 2015 року у віці 78 років у Житомирі. Був похований 13 серпня на Корбутівському кладовищі.